# Art mac Cuinn
Art [aRt], mit den Beinamen mac Cuinn („Sohn des Conn“) oder Óenfer („der Einzige“) ist der Name einer Sagengestalt aus der keltischen Mythologie Irlands. Er ist ein Sohn des Königs Conn Cétchathach.

## Mythologie
In der Erzählung Echtrae Chonnlai („Connlas Abenteuer“) wird berichtet, dass Arts Bruder Connla einer Fee aus Liebe in die Anderswelt folgt. Weil Art deshalb als einziger Sohn Conns zurückbleibt, erhält er den Beinamen Óenfer. Als Nachfolger seines Vaters hat er den Ruf eines rechtschaffenen Königs (fír flathemon – „Gerechtigkeit des Herrschers“). Conn verstößt jedoch gegen diese Rechtschaffenheit, als er die Fee Bé Chuma heiratet und seinen Sohn Art für ein Jahr vom Königssitz Tara verbannt.
Nach der Erzählung Cath Maige Mucrama im Lebor Laignech über die Schlacht von Mag Mucrama („Ebene des Schweinezählens“ in Connacht, heute County Galway) kämpft Art mac Cuinn gegen König Lugaid mac Con, der mit Hilfe des schottischen Königs mit einem ganzen Heer heranzieht, auf der Seite von Eogan, dem Ziehbruder von Lugaid mac Con und Sohn von Ailill Aulom. Art mac Cuinn fällt gemeinsam mit Eogan in dieser Schlacht und Lugaid herrscht als Sieger von Tara aus über ganz Irland.
Vor seinem Tod zeugt Art mac Cuinn mit Eogans Tochter den zukünftigen Hochkönig Cormac mac Airt.